# وایت کلاود (کانزاس)
وایت کلاود (به انگلیسی: White Cloud) شهری در ایالت کانزاس کشور ایالات متحده آمریکا است که جمعیت آن در سرشماری سال ۲۰۱۰ میلادی ، ۱۷۶ نفر بوده‌است.